# 카르파티아 및 유럽의 기타 지역에 생육하는 고대 및 원시 너도밤나무 숲

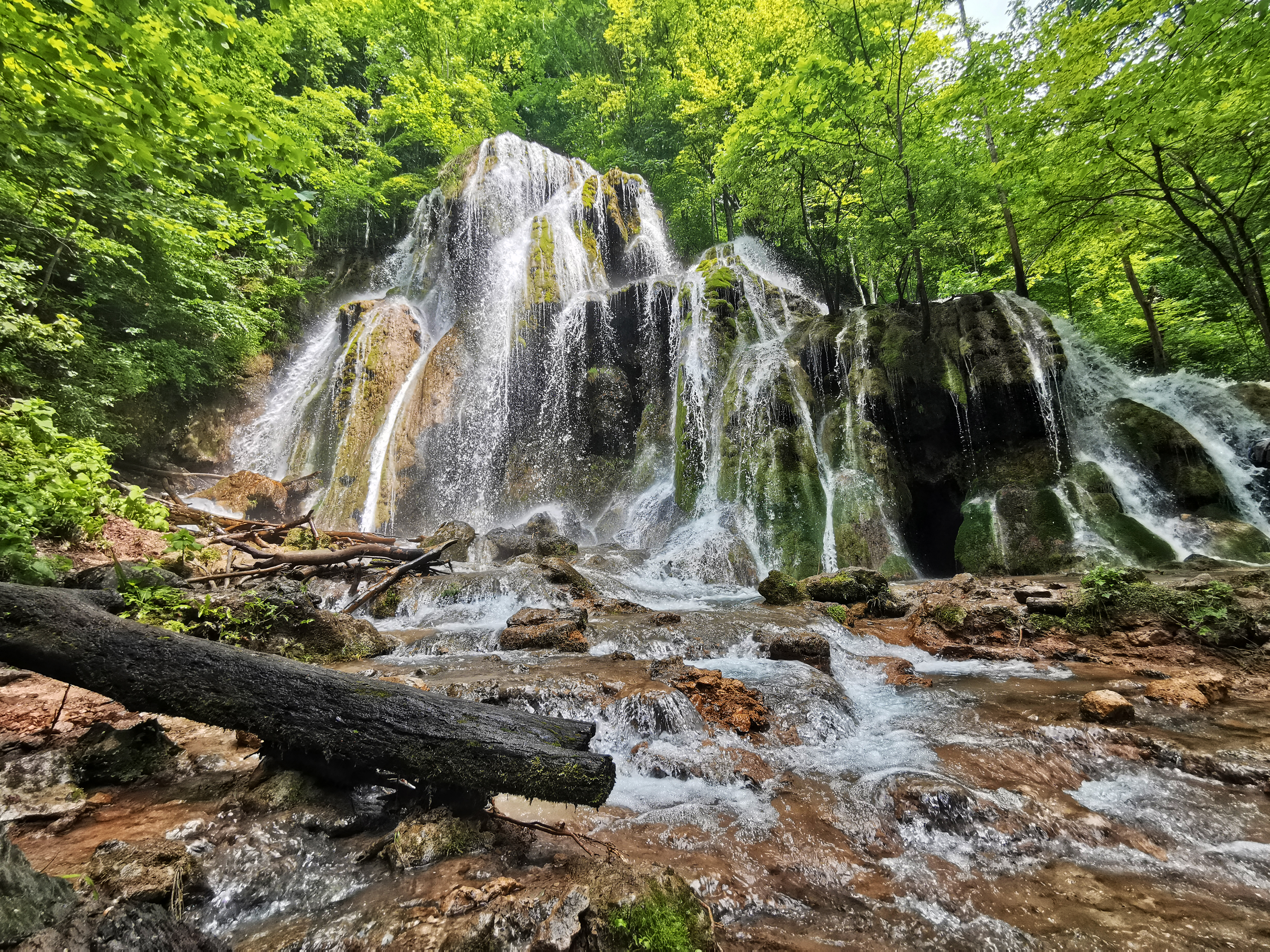

카르파티아 및 유럽의 기타 지역에 생육하는 고대 및 원시 너도밤나무 숲(Ancient and Primeval Beech Forests of the Carpathians and Other Regions of Europe)은 18개 유럽 국가의 94개 지역(유럽너도밤나무숲)을 아우르는 자연 유네스코 세계유산이다. 이와 함께 이 지역은 밤나무로 뒤덮인 숲을 보호한다. 이 지역에는 누구도 건들지 않은 빙하기 이후의 종 개체들을 기록하고 있다.

## 카르파티아 지역
카르파티아산맥의 원시 너도밤나무 숲에는 우크라이나의 라키프 산맥과 코르노호라 능선에서 폴로니니 능선(슬로바키아)을 넘어 슬로바키아의 비호라트 산맥까지 185km의 장축을 따라 위치한 10개의 개별 중앙산괴가 포함되어 있다. 독일의 고대 너도밤나무 숲은 5개 지역으로 구성되어 있으며 면적은 4,391헥타르에 달하며 2011년에 추가되었다.
카르파티아 지역의 총 면적은 77,971.6ha(192,672에이커)이며, 그 중 29,278.9ha(72,350에이커)만이 실제 보존 지역의 일부이고 나머지는 "완충지대"로 간주된다. 카르파티아 산맥의 원시 너도밤나무 숲은 자카르파티아(Zakarpattia)와 프레쇼프(Prešov) 지역을 덮고 있다. 사이트의 70% 이상이 우크라이나에 위치하고 있다. 이 지역에는 두 개의 국립공원과 주로 슬로바키아에 있는 일부 서식지 통제 지역이 포함되어 있다. 두 국립공원은 폴란드의 인근 지역과 함께 별도의 생물권보전지역인 동부 카르파티아 생물권보전지역을 구성한다. 2017년 유네스코는 알바니아, 오스트리아, 벨기에, 불가리아, 크로아티아, 이탈리아, 루마니아, 슬로베니아, 스페인에 숲을 추가하여 지역을 확장했다. 2021년 유네스코는 보스니아 헤르체고비나, 체코, 프랑스, 이탈리아, 북마케도니아, 폴란드, 슬로바키아, 스위스에 숲을 추가하여 부지를 다시 확장했다.
유럽의 온대 위도에 있는 마지막 원시림은 카르파티아 산맥에서 발견된다. 이 숲에서는 나무가 100년까지 살 수 있어 버섯, 이끼, 이끼류, 곤충, 희귀 조류(예: 케이퍼칼리 및 검은 뇌조) 및 포유류(예: 박쥐, 불곰, 늑대 및 스라소니)와 같은 유기체에게 중요한 서식지를 제공한다. 카르파티아 산맥의 루마니아 지역에 있는 숲의 상당 부분이 삼림 벌채로 인해 사라졌다. 국제 수요로 인해 자원으로서의 목재에 대한 압력이 증가할 수 있으며 유럽 기업들은 이웃 우크라이나에서 대규모 벌목을 시작할 수 있다. 현재 보호되지 않는 원시림 지역은 보존 지역을 확장하고 강화함으로써 우크라이나 카르파티아 산맥에서 영구적으로 보존될 수 있다. 우크라이나 카르파티아 산맥에는 9개의 국립공원과 2개의 생물권보전지역이 있다. 해발 1,100m 이상의 침엽수림 지역에서는 나무 벌채가 일반적으로 금지되어 있다. 공원 관리가 효과가 있는 것으로 나타나면 이전에 보호되지 않았던 대규모 원시림 지역을 영구적으로 보존하기 위해 관리할 수 있다. 기존 보존 지역에 통합될 수 있는 추가 산림 면적은 약 100,000헥타르이다.

## 사진

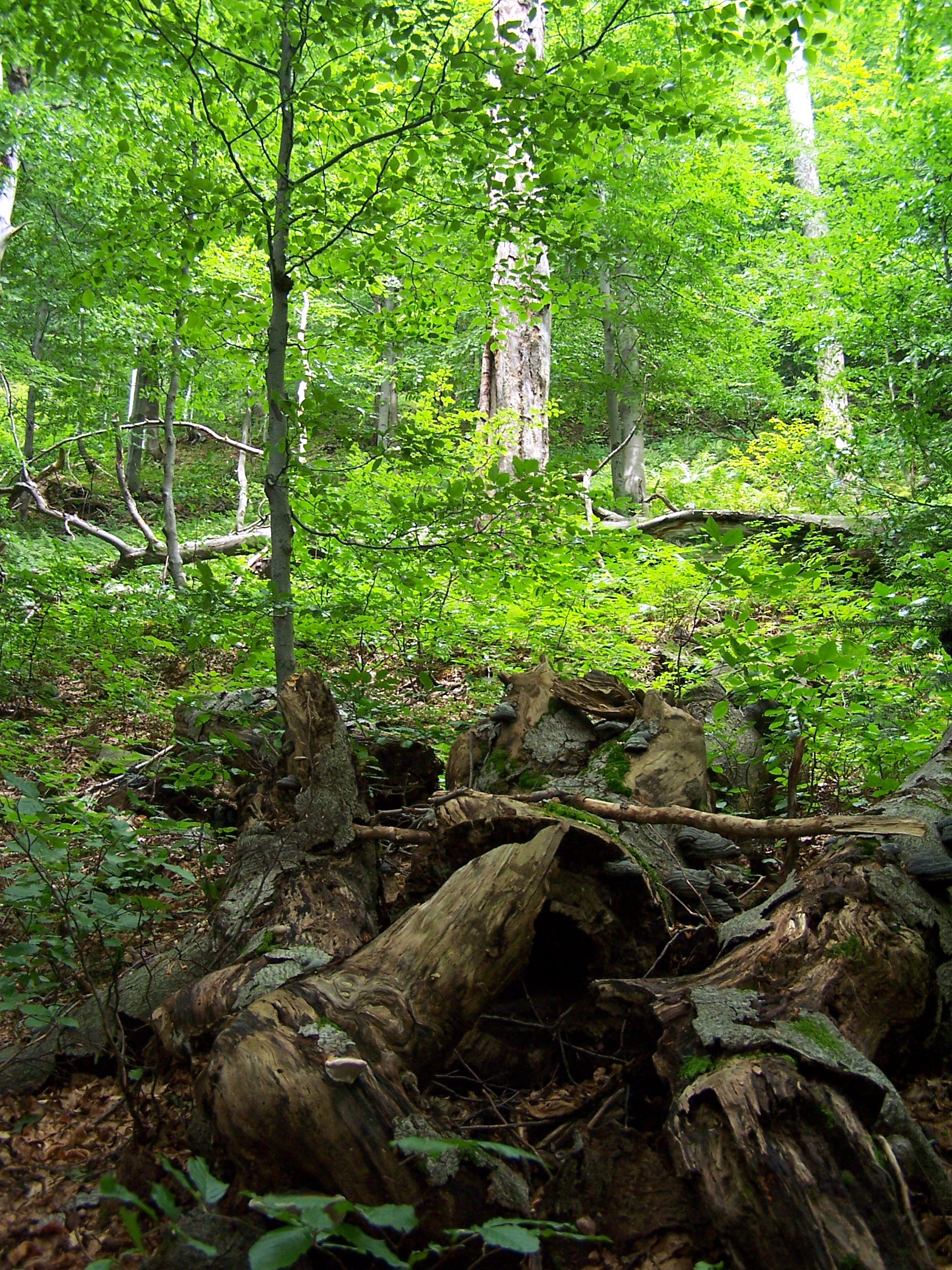
Forest in Stuzica
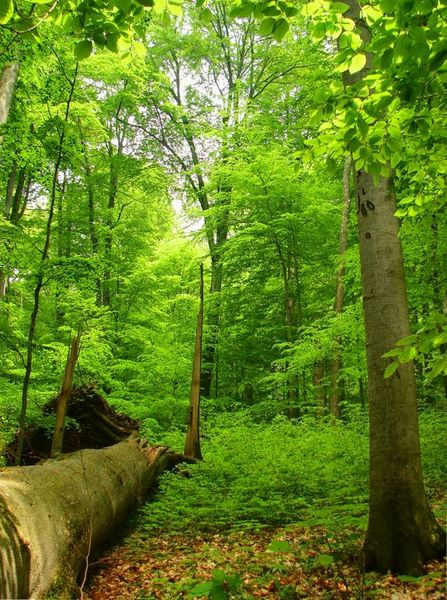
Havešová
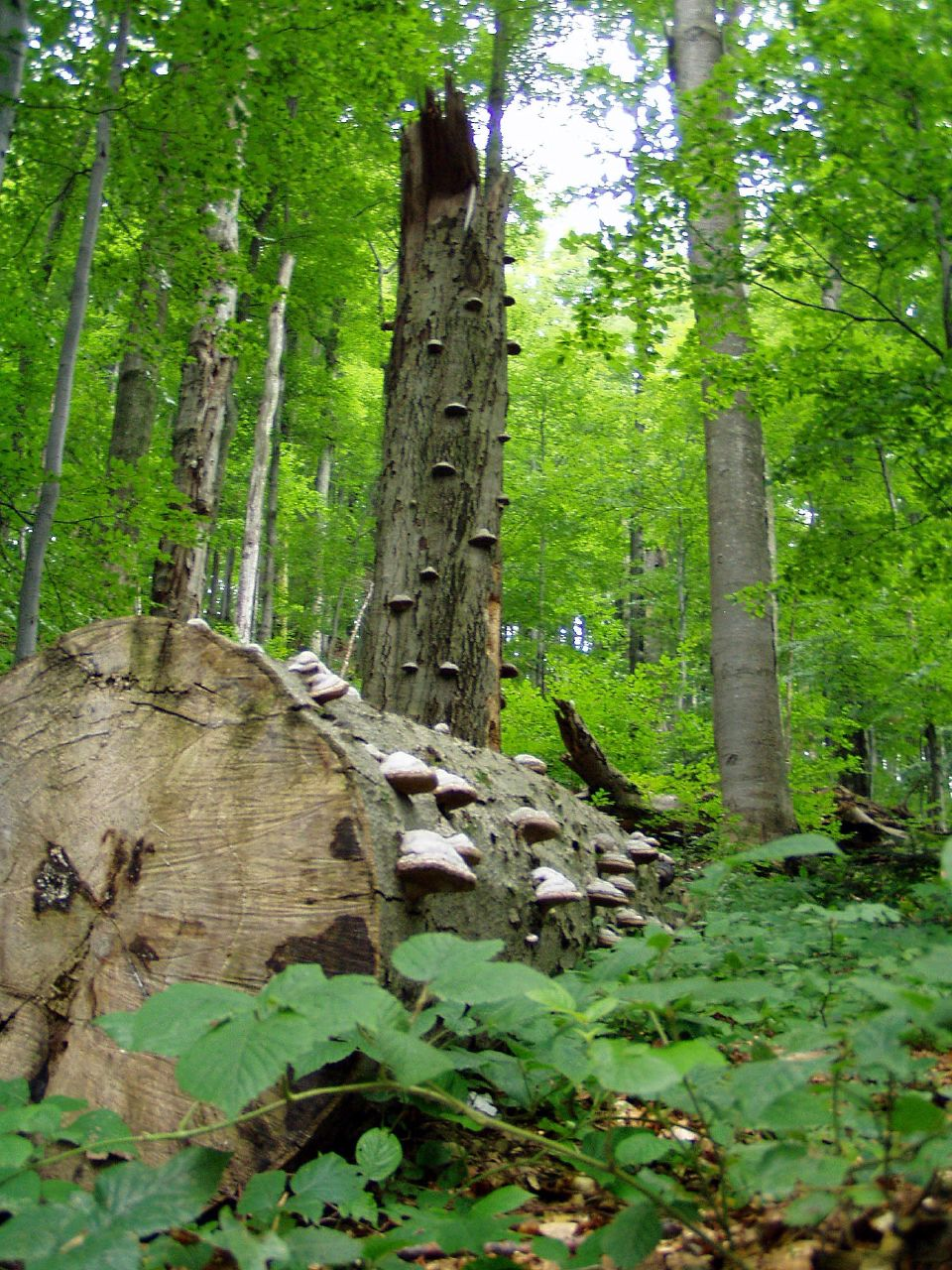
Stužica
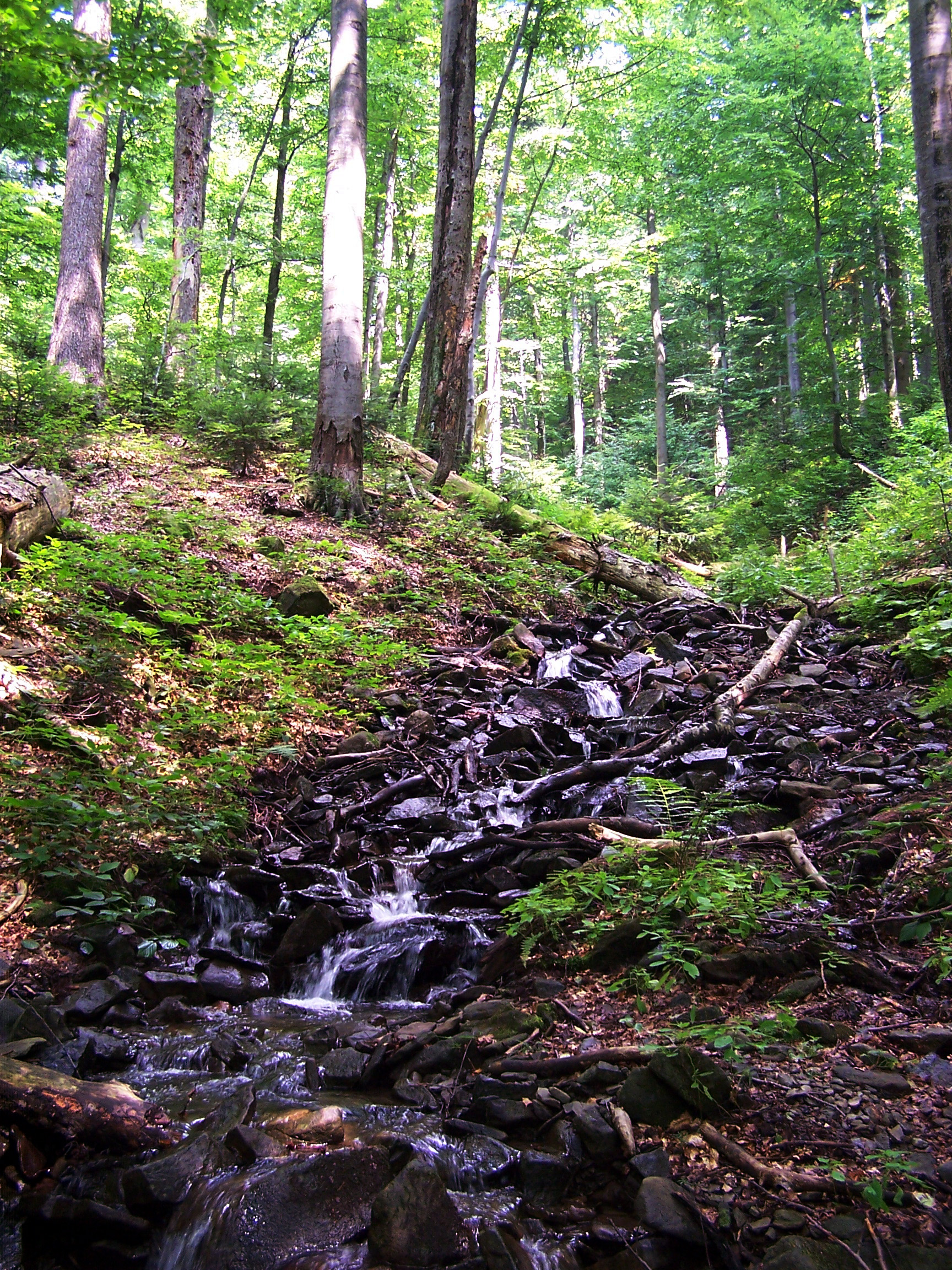
Freshwater stream in Stužica
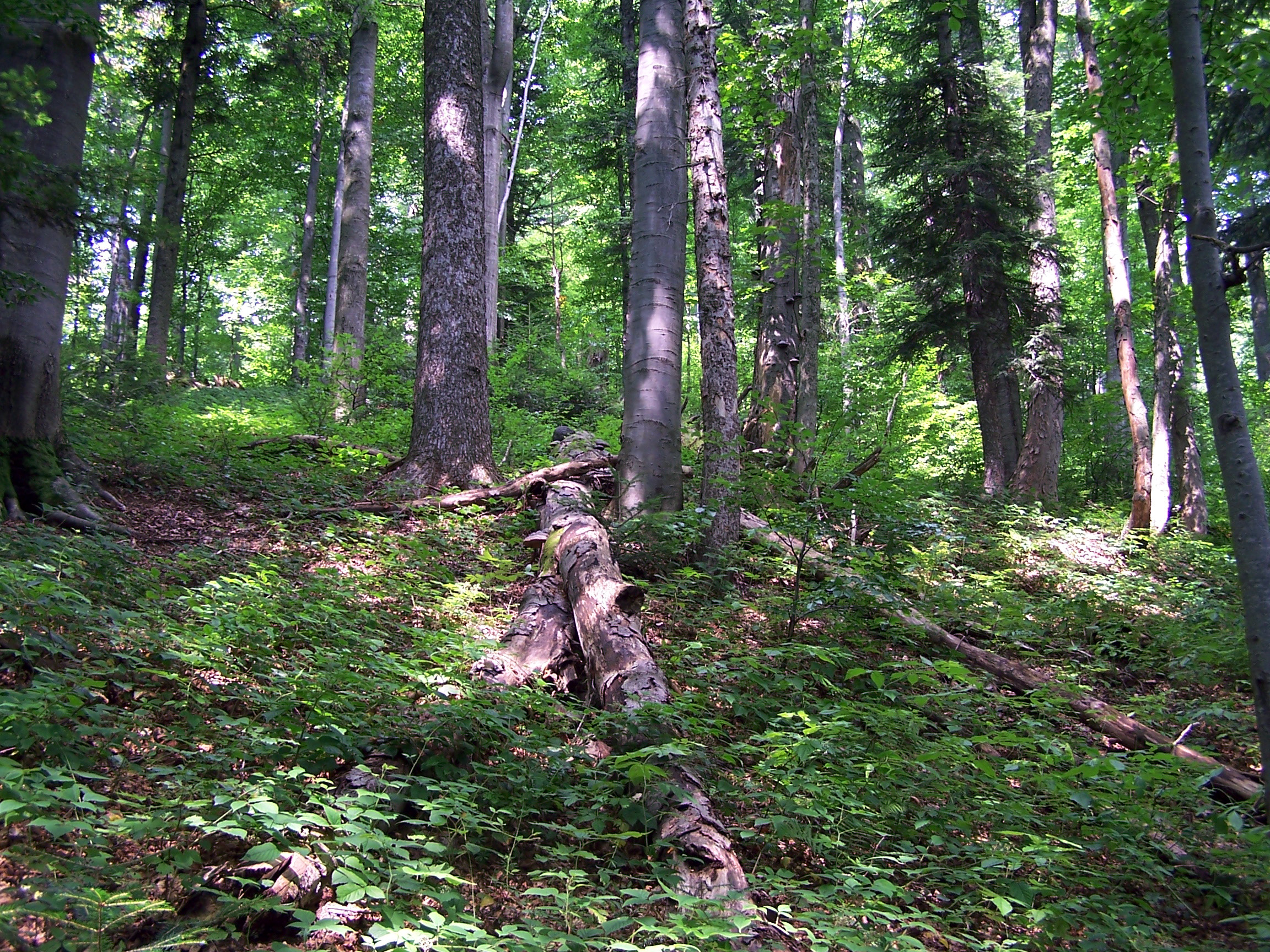
Stužica
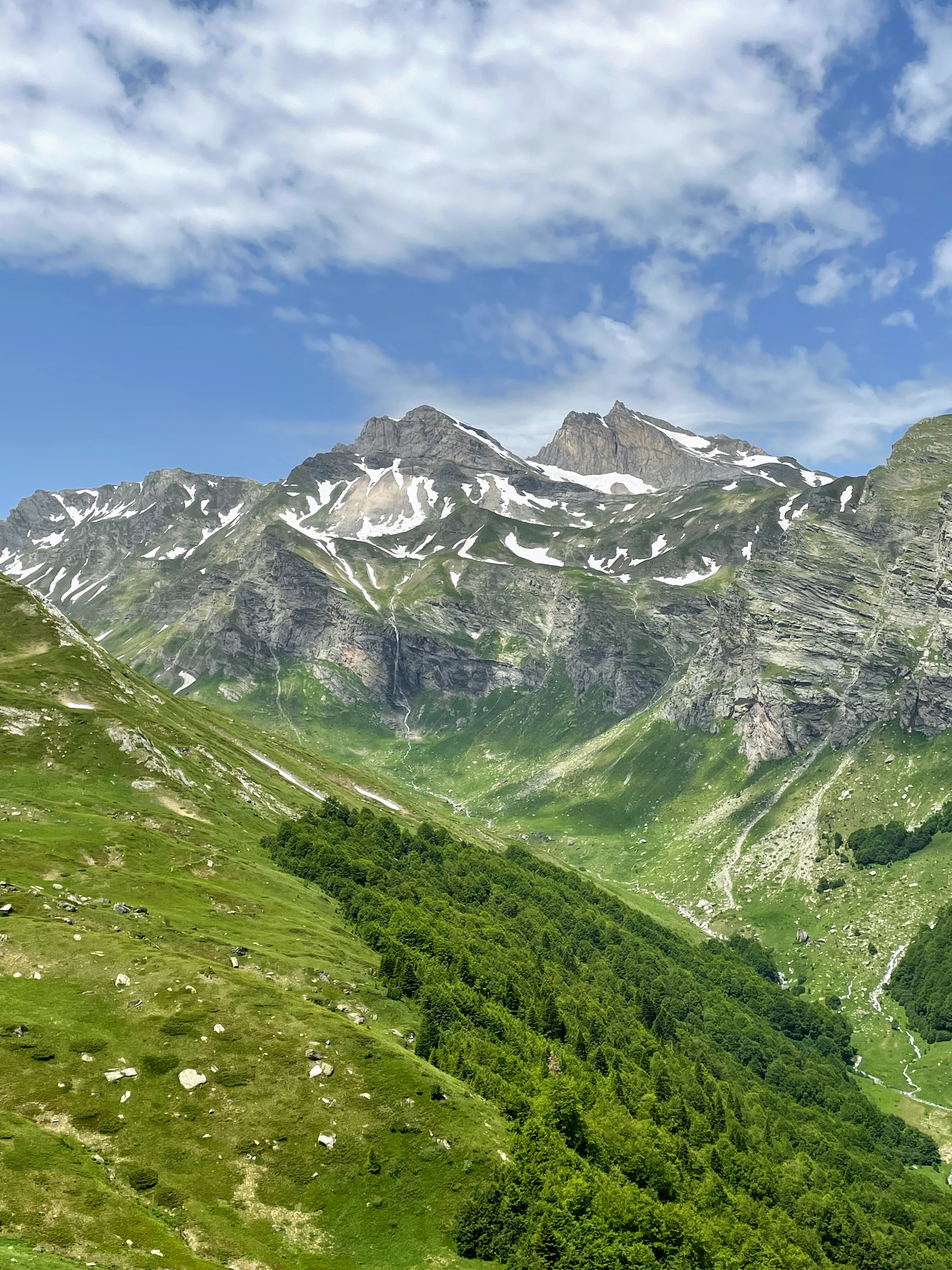
Dlaboka Reka